# Đầu máy Đổi mới
D19E hay máy "Đổi mới" (còn được gọi là CKD7F) là dòng đầu máy diesel phục vụ cho Đường sắt Việt Nam và được nhập khẩu về từ năm 2001 từ nhà máy Tư Dương, Trung Quốc sau đó là sản xuất trực tiếp bởi Nhà máy xe lửa Gia Lâm. Biệt danh của dòng đầu máy này là "Đổi mới". Đây là loại đầu máy có số lượng nhiều nhất Việt Nam. Tổng công ty Đường sắt Việt Nam hiện có 80 đầu máy xe lửa diesel D19E, được quản lý bởi Xí nghiệp đầu máy Hà Nội, Xí nghiệp đầu máy Sài Gòn. Được sử dụng chủ yếu cho Tuyến đường sắt Bắc-Nam từ Hà Nội đến Thành phố Hồ Chí Minh, Tuyến Hà Nội-Hải Phòng, Tuyến Hà Nội-Lào Cai, khu vực Bắc Trung Bộ.

## Thiết kế
Năm 2001, để đáp ứng nhu cầu vận tải ngày càng tăng của Đường sắt Việt Nam vì thế cần đầu máy diesel khổ 1 m mới và tiến hành đấu thầu quốc tế cho vấn đề này. Tháng 6 cùng năm, Nhà máy Tư Dương của Trung Quốc (Ziyang Locomotive Co., Ltd) giành được gói thầu đầu máy diesel. Tổng giá trị hợp đồng là 7,36 triệu USD. Sau đó 6 tháng những thiết kế đầu tiên đã được cho ra mắt. Thiết kế này ban đầu được gọi là CKD7F, sau đó đổi thành D19E theo yêu cầu của Đường sắt Việt Nam ("D" là đầu máy diesel, "19" công suất định mức 1900 mã lực, "E" là cho hệ thống truyền động điện), ngoài ra đầu máy còn được gọi là Đổi Mới (tên được lấy từ chính sách "Đổi mới").
Vào tháng 11 năm 2001, 10 đầu máy đầu tiên (901 - 910), đã hoàn thành công đoạn chế tạo tại nhà máy Tư Dương, tỉnh Tứ Xuyên. Các đầu máy được vận chuyển bằng toa bệ bằng đến Nhà máy đầu máy Côn Minh. Từ giữa tháng 12 năm 2001 đến đầu tháng 1 năm 2002, các đầu máy này đã hoàn thành nhiều cuộc thử nghiệm khác nhau tại Nhà máy Đầu máy Côn Minh, Đường sắt Côn Minh và Tuyến nhánh Côn Minh – Tiêu Sơn, sau đó được vận chuyển theo các sườn núi thuộc tuyến Đường sắt Côn Minh dọc theo biên giới Trung - Việt tới nhà ga Shanyao (Hà Khẩu). Ngày 15/1/2002, 10 đầu máy xuất phát từ ga Shanyao đến ga Lào Cai (Việt Nam), đầu máy được các cán bộ kỹ thuật Đường sắt Việt Nam nghiệm thu; ngày 20/1 cùng năm, Lễ bàn giao đầu máy D19E được tổ chức tại ga Lào Cai. Do đây là lần đầu tiên Việt Nam sau lệnh cấm vận nhập khẩu số lượng lớn thiết bị đường sắt nên Chính phủ Việt Nam rất coi trọng lễ bàn giao. Tham dự lễ bàn giao: Đại diện tỉnh Lào Cai, đại diện Bộ Khoa học và Công nghệ Việt Nam, đại diện Bộ Giao thông vận tải, đại diện Bộ Tài chính, đại diện Bộ Thương mại.
Những đầu máy này sau đó được giao cho Xí nghiệp đầu máy Hà Nội quản lí, sử dụng chủ yếu để kéo tàu khách và tàu hàng trên tuyến Đường sắt Bắc Nam. Vào tháng 5 năm 2002, Đường sắt Việt Nam tiến hành thử nghiệm tốc độ D19E trên tuyến đường sắt Bắc - Nam vì khả năng bám đường tốt, đặc biệt các khúc cua nên đã rút ngắn được thời gian di chuyển từ Hà Nội đến Thành phố Hồ Chí Minh từ 32 giờ đến 30 giờ. Cùng năm, Đường sắt Việt Nam lại tiến hành đấu thầu lần thứ 2 lô đầu máy (911 - 920). Đơn hàng này cũng do nhà máy Tư Dương trúng thầu và sau đó được giao cho Xí nghiệp đầu máy Sài Gòn quản lí. Năm 2003, Đường sắt Việt Nam vì đã khá hài lòng với nhà máy Tư Dương nên đã trực tiếp đặt mua lô đầu máy thứ 3 gồm 20 đầu máy (921 - 940) với tổng giá trị hợp đồng là 14,4 triệu USD trực tiếp từ nhà máy Tư Dương việc giao hàng sau đó cũng được hoàn thành vào tháng 8 năm 2004.
Năm 2005, trước tình hình hoạt động tốt của 40 đầu máy trên mạng lưới Đường sắt Việt Nam, Tổng công ty Đường sắt Việt Nam đã khởi động dự án "Lắp ráp đầu máy CKD7F trong nước". Ngày 19/5/2006, Tổng công ty Đường sắt Việt Nam và Công ty TNHH Đầu máy Tư Dương đã ký hợp đồng xuất khẩu 20 bộ linh kiện đầu máy CKD7F và hợp đồng xuất khẩu công nghệ sang Việt Nam" tại Hà Nội. Sau đó nhà máy Tư Dương đã xuất khẩu 5 đầu máy CKD7F làm mẫu sang cho Việt Nam và 15 bộ linh kiện, phụ tùng để lắp ráp 15 đầu máy, đồng thời xuất khẩu công nghệ lắp ráp đầu máy cho Công ty cổ phần nhà máy xe lửa Gia Lâm ở Việt Nam. Lô đầu máy diesel D19E (941 - 960) lắp ráp tại Việt Nam lần này có sự khác biệt rõ ràng về màu sơn, hình dáng so với 3 lô đầu máy sản xuất tại Trung Quốc đầu tiên. Từ năm 2011 đến năm 2012, Công ty cổ phần nhà máy xe lửa Gia Lâm đã sản xuất lô thứ 5 gồm 20 đầu máy D19E (961 - 980).

## Tính năng kỹ thuật

### Bố cục chung
Dòng đầu máy này là dòng có số lượng lớn nhất trong các đầu máy mà Đường sắt Việt Nam quản lí hiện nay, với số lượng lên tới 100 chiếc, được xí nghiệp đầu máy Tư Dương (Trung Quốc) xếp loại thuộc dòng CKD7F.
Đặc trưng của dòng đầu máy này tại Việt Nam là màu sơn xanh - đỏ và xanh - tím và thế hệ mới (Đó là 3 thiết kế khác nhau) cùng biển tên Đổi mới ở 2 mặt. Các đầu máy từ số 901 đến 940 được thiết kế 2 đầu góc cạnh, các đầu máy từ 941 đến 980 được bo tròn 2 đầu.
Cấu tạo cơ bản gồm buồng lái 1, gian điện khí, gian động lực, gian làm mát, buồng lái 2. Buồng lái 1 và 2 cấu tạo đối xứng nhau ở 2 đầu của thân đầu máy, cả 2 buồng lái đều có chức năng điều khiển như nhau. Trong buồng lái có bố trí bàn điều khiển, quạt gió, đèn chiếu sáng.
Đầu máy sử dụng động cơ diesel Caterpillar 3512B EFI, bộ truyền động sử dụng máy phát điện JF221 dùng để kéo tàu hàng và tàu khách và động cơ kéo điện ZQDR-310 DC. Bộ phận chạy là giá chuyển hướng 3 trục loại 13 tấn/trục. Đầu máy có thiết kế hệ thống điều khiển bằng máy tính, hệ thống khống chế cấp điện đoàn tàu, hệ thống đón nhận tín hiệu tự động, hệ thống cấp gió 2 đường và bộ phận phanh điện trở.

### Danh sách các đầu máy
| Stt | Model     | Số hiệu  | Loại       | Xí nghiệp quản lí | Ghi chú                                   |
| --- | --------- | -------- | ---------- | ----------------- | ----------------------------------------- |
| 1   | CKD7F0001 | D19E-901 | Thiết kế 1 | XNĐM Vinh         | Chuyển sang từ XNĐM Hà Nội (tháng 4/2021) |
| 2   | CKD7F0002 | D19E-902 | Thiết kế 1 | XNĐM Hà Nội       | Không còn chữ Đổi Mới                     |
| 3   | CKD7F0003 | D19E-903 | Thiết kế 1 | XNĐM Hà Nội       | Không còn chữ Đổi Mới                     |
| 4   | CKD7F0004 | D19E-904 | Thiết kế 1 | XNĐM Hà Nội       | Không còn chữ Đổi Mới                     |
| 5   | CKD7F0005 | D19E-905 | Thiết kế 1 | XNĐM Hà Nội       | Không còn chữ Đổi Mới                     |
| 6   | CKD7F0006 | D19E-906 | Thiết kế 1 | XNĐM Hà Nội       | Không còn chữ Đổi Mới                     |
| 7   | CKD7F0007 | D19E-907 | Thiết kế 1 | XNĐM Hà Nội       | Không còn chữ Đổi Mới                     |
| 8   | CKD7F0008 | D19E-908 | Thiết kế 1 | XNĐM Hà Nội       | Không còn chữ Đổi Mới                     |
| 9   | CKD7F0009 | D19E-909 | Thiết kế 1 | XNĐM Vinh         | Chuyển sang từ XNĐM Hà Nội (tháng 4/2021) |
| 10  | CKD7F0010 | D19E-910 | Thiết kế 1 | XNĐM Hà Nội       | Không còn chữ Đổi Mới                     |
| 11  | CKD7F0011 | D19E-911 | Thiết kế 2 | XNĐM Sài Gòn      | Không còn chữ Đổi Mới                     |
| 12  | CKD7F0012 | D19E-912 | Thiết kế 2 | XNĐM Sài Gòn      | Không còn chữ Đổi Mới                     |
| 13  | CKD7F0013 | D19E-913 | Thiết kế 2 | XNĐM Sài Gòn      | Không còn chữ Đổi Mới                     |
| 14  | CKD7F0014 | D19E-914 | Thiết kế 2 | XNĐM Sài Gòn      | Không còn chữ Đổi Mới                     |
| 15  | CKD7F0015 | D19E-915 | Thiết kế 2 | XNĐM Sài Gòn      | Không còn chữ Đổi Mới                     |
| 16  | CKD7F0016 | D19E-916 | Thiết kế 2 | XNĐM Sài Gòn      | Không còn chữ Đổi Mới                     |
| 17  | CKD7F0017 | D19E-917 | Thiết kế 2 | XNĐM Sài Gòn      | Không còn chữ Đổi Mới                     |
| 18  | CKD7F0018 | D19E-918 | Thiết kế 2 | XNĐM Sài Gòn      | Không còn chữ Đổi Mới                     |
| 19  | CKD7F0019 | D19E-919 | Thiết kế 2 | XNĐM Sài Gòn      | Không còn chữ Đổi Mới                     |
| 20  | CKD7F0020 | D19E-920 | Thiết kế 2 | XNĐM Sài Gòn      | Không còn chữ Đổi Mới                     |
| 21  | CKD7F0021 | D19E-921 | Thiết kế 2 | XNĐM Hà Nội       | Không còn chữ Đổi Mới                     |
| 22  | CKD7F0022 | D19E-922 | Thiết kế 2 | XNĐM Hà Nội       | Không còn chữ Đổi Mới                     |
| 23  | CKD7F0023 | D19E-923 | Thiết kế 2 | XNĐM Hà Nội       | Không còn chữ Đổi Mới                     |
| 24  | CKD7F0024 | D19E-924 | Thiết kế 2 | XNĐM Hà Nội       | Không còn chữ Đổi Mới                     |
| 25  | CKD7F0025 | D19E-925 | Thiết kế 2 | XNĐM Hà Nội       | Không còn chữ Đổi Mới                     |
| 26  | CKD7F0026 | D19E-926 | Thiết kế 2 | XNĐM Vinh         | Chuyển sang từ XNĐM Hà Nội (tháng 4/2021) |
| 27  | CKD7F0027 | D19E-927 | Thiết kế 2 | XNĐM Hà Nội       | Không còn chữ Đổi Mới                     |
| 28  | CKD7F0028 | D19E-928 | Thiết kế 2 | XNĐM Hà Nội       | Không còn chữ Đổi Mới                     |
| 29  | CKD7F0029 | D19E-929 | Thiết kế 2 | XNĐM Hà Nội       | Không còn chữ Đổi Mới                     |
| 30  | CKD7F0030 | D19E-930 | Thiết kế 2 | XNĐM Hà Nội       | Không còn chữ Đổi Mới                     |
| 31  | CKD7F0031 | D19E-931 | Thiết kế 2 | XNĐM Sài Gòn      | Không còn chữ Đổi Mới                     |
| 32  | CKD7F0032 | D19E-932 | Thiết kế 2 | XNĐM Sài Gòn      | Không còn chữ Đổi Mới                     |
| 33  | CKD7F0033 | D19E-933 | Thiết kế 2 | XNĐM Sài Gòn      | Không còn chữ Đổi Mới                     |
| 34  | CKD7F0034 | D19E-934 | Thiết kế 2 | XNĐM Sài Gòn      | Không còn chữ Đổi Mới                     |
| 35  | CKD7F0035 | D19E-935 | Thiết kế 2 | XNĐM Sài Gòn      | Không còn chữ Đổi Mới                     |
| 36  | CKD7F0036 | D19E-936 | Thiết kế 2 | XNĐM Sài Gòn      | Không còn chữ Đổi Mới                     |
| 37  | CKD7F0037 | D19E-937 | Thiết kế 2 | XNĐM Sài Gòn      | Không còn chữ Đổi Mới                     |
| 38  | CKD7F0038 | D19E-938 | Thiết kế 2 | XNĐM Sài Gòn      | Không còn chữ Đổi Mới                     |
| 39  | CKD7F0039 | D19E-939 | Thiết kế 2 | XNĐM Sài Gòn      | Không còn chữ Đổi Mới                     |
| 40  | CKD7F0040 | D19E-940 | Thiết kế 2 | XNĐM Sài Gòn      | Không còn chữ Đổi Mới                     |
| 41  | CKD7F0041 | D19E-941 | Thiết kế 3 | XNĐM Hà Nội       |                                           |
| 42  | CKD7F0042 | D19E-942 | Thiết kế 3 | XNĐM Hà Nội       |                                           |
| 43  | CKD7F0043 | D19E-943 | Thiết kế 3 | XNĐM Hà Nội       | Thanh Niên Cộng Sản (Tổ Máy Thanh Niên)   |
| 44  | CKD7F0044 | D19E-944 | Thiết kế 3 | XNĐM Hà Nội       |                                           |
| 45  | CKD7F0045 | D19E-945 | Thiết kế 3 | XNĐM Hà Nội       |                                           |
| 46  | CKD7F0046 | D19E-946 | Thiết kế 3 | XNĐM Hà Nội       |                                           |
| 47  | CKD7F0047 | D19E-947 | Thiết kế 3 | XNĐM Hà Nội       |                                           |
| 48  | CKD7F0048 | D19E-948 | Thiết kế 3 | XNĐM Hà Nội       |                                           |
| 49  | CKD7F0049 | D19E-949 | Thiết kế 3 | XNĐM Hà Nội       |                                           |
| 50  | CKD7F0050 | D19E-950 | Thiết kế 3 | XNĐM Hà Nội       |                                           |
| 51  | CKD7F0051 | D19E-951 | Thiết kế 3 | XNĐM Sài Gòn      |                                           |
| 52  | CKD7F0052 | D19E-952 | Thiết kế 3 | XNĐM Sài Gòn      |                                           |
| 53  | CKD7F0053 | D19E-953 | Thiết kế 3 | XNĐM Sài Gòn      |                                           |
| 54  | CKD7F0054 | D19E-954 | Thiết kế 3 | XNĐM Sài Gòn      |                                           |
| 55  | CKD7F0055 | D19E-955 | Thiết kế 3 | XNĐM Sài Gòn      |                                           |
| 56  | CKD7F0056 | D19E-956 | Thiết kế 3 | XNĐM Sài Gòn      |                                           |
| 57  | CKD7F0057 | D19E-957 | Thiết kế 3 | XNĐM Sài Gòn      |                                           |
| 58  | CKD7F0058 | D19E-958 | Thiết kế 3 | XNĐM Sài Gòn      |                                           |
| 59  | CKD7F0059 | D19E-959 | Thiết kế 3 | XNĐM Sài Gòn      | Thanh Niên Cộng Sản (Tổ Máy Thanh Niên)   |
| 60  | CKD7F0060 | D19E-960 | Thiết kế 3 | XNĐM Sài Gòn      |                                           |
| 61  | CKD7F0061 | D19E-961 | Thiết kế 4 | XNĐM Sài Gòn      |                                           |
| 62  | CKD7F0062 | D19E-962 | Thiết kế 4 | XNĐM Sài Gòn      |                                           |
| 63  | CKD7F0063 | D19E-963 | Thiết kế 4 | XNĐM Sài Gòn      |                                           |
| 64  | CKD7F0064 | D19E-964 | Thiết kế 4 | XNĐM Sài Gòn      |                                           |
| 65  | CKD7F0065 | D19E-965 | Thiết kế 4 | XNĐM Hà Nội       | Chuyển sang từ XNĐM Sài Gòn (năm 2015)    |
| 66  | CKD7F0066 | D19E-966 | Thiết kế 4 | XNĐM Sài Gòn      |                                           |
| 67  | CKD7F0067 | D19E-967 | Thiết kế 4 | XNĐM Sài Gòn      |                                           |
| 68  | CKD7F0068 | D19E-968 | Thiết kế 4 | XNĐM Sài Gòn      |                                           |
| 69  | CKD7F0069 | D19E-969 | Thiết kế 4 | XNĐM Sài Gòn      |                                           |
| 70  | CKD7F0070 | D19E-970 | Thiết kế 4 | XNĐM Sài Gòn      |                                           |
| 71  | CKD7F0071 | D19E-971 | Thiết kế 4 | XNĐM Sài Gòn      |                                           |
| 72  | CKD7F0072 | D19E-972 | Thiết kế 4 | XNĐM Sài Gòn      |                                           |
| 73  | CKD7F0073 | D19E-973 | Thiết kế 4 | XNĐM Sài Gòn      |                                           |
| 74  | CKD7F0074 | D19E-974 | Thiết kế 4 | XNĐM Hà Nội       | Chuyển sang từ XNĐM Đà Nẵng cũ (năm 2015) |
| 75  | CKD7F0075 | D19E-975 | Thiết kế 4 | XNĐM Hà Nội       | Chuyển sang từ XNĐM Đà Nẵng cũ (năm 2015) |
| 76  | CKD7F0076 | D19E-976 | Thiết kế 4 | XNĐM Hà Nội       |                                           |
| 77  | CKD7F0077 | D19E-977 | Thiết kế 4 | XNĐM Hà Nội       |                                           |
| 78  | CKD7F0078 | D19E-978 | Thiết kế 4 | XNĐM Hà Nội       |                                           |
| 79  | CKD7F0079 | D19E-979 | Thiết kế 4 | XNĐM Hà Nội       |                                           |
| 80  | CKD7F0080 | D19E-980 | Thiết kế 4 | XNĐM Hà Nội       |                                           |

## Những vụ tai nạn nghiêm trọng
| Số hiệu đoàn tàu | Ngày                 | Đầu máy kéo tàu bị nạn | Địa điểm                                                                                              | Thiệt hại về người | Thiệt hại về người                 | Ghi chú                                                                    |
| Số hiệu đoàn tàu | Ngày                 | Đầu máy kéo tàu bị nạn | Địa điểm                                                                                              | Bị thương          | Tử vong                            | Ghi chú                                                                    |
| ---------------- | -------------------- | ---------------------- | --- | ------------------ | ---------------------------------- | -------------------------------------------------------------------------- |
| E1               | 12 tháng 3 năm 2005  | D19E-909               | Km 751+950 khu gian Thừa Lưu - Lăng Cô (TT. Lăng Cô, huyện Phú Lộc, Thừa Thiên - Huế)                 | ~100               | 12                                 | Vụ tai nạn được xác định là do tàu chạy quá tốc độ quy định.               |
| SE1              | 8 tháng 2 năm 2007   | D19E-940               | Tại km1369+421 đường sắt Bắc-Nam, địa bàn thôn Hòa Diêm, xã Cam Thịnh Đông (Cam Ranh, Khánh Hòa)      | 24                 | 13                                 | Va chạm với xe khách vượt đường ngang                                      |
| TN7              | 9 tháng 7 năm 2007   | D19E-923               | Xã Nam Trạch, huyện Bố Trạch, Quảng Bình                                                              | 2                  | 1                                  | Va chạm với xe tải vượt đường ngang                                        |
| TN1              | 22 tháng 11 năm 2009 | D19E-930               | Tại Km27+400 đường sắt Bắc Nam thuộc địa phận xã Văn Tự, huyện Thường Tín, Hà Nội                     | 10                 | 9                                  | Va chạm với xe đi ăn cưới                                                  |
| TN6              | 6 tháng 8 năm 2010   | D19E-921               | Km 50 khu gian Đồng Văn - Phủ Lý (xã Tiên Tân, TP. Phủ Lý, Hà Nam)                                    | 1                  | 0                                  | Va chạm với xe tải vượt đường ngang                                        |
| SE2              | 12 tháng 9 năm 2010  | D19E-922               | Xã Văn Bình, Thường Tín, Hà Nội                                                                       | 1                  | 0                                  | Va chạm với xe container                                                   |
| SE2              | 6 tháng 2 năm 2011   | D19E-951               | Cầu Ghềnh, Km 1700+007 khu gian Biên Hòa - Dĩ An (P. Bửu Hòa, TP. Biên Hòa, Đồng Nai)                 | 24                 | 2                                  | Va chạm với 6 xe ô tô                                                      |
| SE8              | 30 tháng 3 năm 2011  | D19E-946               | Tại km 18+800 đường sắt Bắc Nam thuộc đoạn Quất Động, Thường Tín, Hà Nội                              | 8                  | 9                                  | Va chạm với xe đi ăn cưới                                                  |
| LP5              | 10 tháng 7 năm 2013  | D19E-909               | Km 64 khu gian Tiền Trung - Phạm Xá (xã Hồng Lạc, huyện Thanh Hà, Hải Dương)                          | 1                  | 0                                  | Va chạm với xe container vượt đường ngang                                  |
| TN2              | 28 tháng 6 năm 2014  | D19E-970               | xã Tam Thành, huyện Phú Ninh, Quảng Nam                                                               | 1                  | 0                                  | Va chạm với xe tải vượt đường ngang                                        |
| NA2              | 19 tháng 9 năm 2014  | D19E-924               | Km 90+500 khu gian Nam Định - Trình Xuyên (xã Tân Thành, huyện Vụ Bản, Nam Định)                      | 0                  | 0                                  | Va chạm với xe container vượt đường ngang                                  |
| SE5              | 10 tháng 3 năm 2015  | D19E-968               | Km 639+700 khu gian Quảng Trị - Diên Sanh (xã Hải Lâm, huyện Hải Lăng, tỉnh Quảng Trị)                | 4                  | 1 (lái tàu bị mắc kẹt trong cabin) | Va chạm với xe tải chở đá vượt đường ngang                                 |
| SE22             | 17 tháng 5 năm 2015  | D19E-931               | Km 1643+360 khu gian Bảo Chánh - Long Khánh (xã Xuân Thọ, huyện Xuân Lộc, Đồng Nai)                   | 1                  | 0                                  | Va chạm với xe tải vượt đường ngang                                        |
| SE5              | 8 tháng 6 năm 2015   | D19E-951               | Km 1684+800 khu gian Trảng Bom - Hố Nai (xã Hố Nai 3, huyện Trảng Bom, Đồng Nai)                      | 0                  | 0                                  | Va chạm với xe container vượt đường ngang                                  |
| HH5              | 7 tháng 4 năm 2016   | D19E-930               | Phía bắc Cầu Lồi km 273+500,xã Diễn Hồng, huyện Diễn Châu, Nghệ An                                    | 1                  | 0                                  | Va chạm với xe tải vượt đường ngang                                        |
| SE2              | 24 tháng 10 năm 2016 | D19E-930               | Đường sắt Bắc Nam đoạn qua thôn Văn Giáp, xã Văn Bình, huyện Thường Tín, Hà Nội                       | 1                  | 6                                  | Va chạm với ô tô vượt đường ngang                                          |
| SE2              | 20 tháng 2 năm 2017  | D19E-906               | Km 438+245 khu gian Cầu Hai - Thừa Lưu (xã Lộc Tiến, huyện Phú Lộc, tỉnh Thừa Thiên - Huế)            | 4                  | 3                                  | Va chạm với xe tải vượt đường ngang                                        |
| SE3              | 3 tháng 9 năm 2017   | D19E-943               | Km 491+830 khu gian Ngân Sơn – Thọ Lộc (địa bàn xã Cự Nẫm, huyện Bố Trạch, tỉnh Quảng Bình)           | 1                  | 0                                  | Va chạm với xe máy xúc                                                     |
| TN5              | 28 tháng 2 năm 2018  | D19E-963               | Km 915+200 (xã Tịnh Thọ, huyện Sơn Tịnh, tỉnh Quảng Ngãi)                                             | 0                  | 1                                  | Va chạm với xe tải vượt đường ngang                                        |
| SE19             | 24 tháng 5 năm 2018  | D19E-927               | Km 234+050 khu gian Khoa Trường - Trường Lâm (xã Trường Lâm, TX. Nghi Sơn, Thanh Hóa)                 | 10                 | 2                                  | 2 nhân viên gác chắn tàu hỏa không kéo rào chắn dẫn đến va chạm với xe ben |
| SE19             | 30 tháng 6 năm 2018  | D19E-905               | Km 314+500 khu gian Quán Hành - Vinh (xã Nghi Kim, TP Vinh, Nghệ An)                                  | 1                  | 0                                  | Va chạm với xe bồn vượt đường ngang                                        |
| NA1              | 10 tháng 7 năm 2018  | D19E-902               | Km 293+395 khu gian Chợ Sy - Mỹ Lý (xã Diễn Phúc, huyện Diễn Châu, Nghệ An)                           | 0                  | 0                                  | Va chạm với xe tải bị chết máy tại đường ngang                             |
| SE5              | 7 tháng 8 năm 2018   | D19E-954               | khu gian Cà Ná - Vĩnh Hảo (Huyện Thuận Nam, Ninh Thuận)                                               | 1                  | 0                                  | Va chạm với tải vượt đường ngang                                           |
| SE8              | 20 tháng 4 năm 2019  | D19E-941               | Km 276+300 khu gian Yên Lý - Chợ Sy (Huyện Diễn Châu, tỉnh Nghệ An)                                   | 0                  | 1                                  | Va chạm xe tải vượt đường ngang                                            |
| SE2              | 20 tháng 7 năm 2019  | D19E 912               | Khu gian Tam Kỳ - Diêm Phổ (huyện Núi Thành, tỉnh Quảng Nam)                                          | 0                  | 1                                  | Va chạm với xe tải                                                         |
| SNT2             | 1 tháng 10 năm 2019  | D19E-955               | Km 1400+700 khu gian Phước Nhơn - Tháp Chàm (xã Xuân Hải, huyện Ninh Hải, Ninh Thuận)                 | 0                  | 0                                  | Va chạm với xe container vượt đường ngang                                  |
| SE2              | 30 tháng 11 năm 2019 | D19E-924               | Khu vực xã Quất Động, huyện Thường Tín, TP Hà Nội                                                     | 0                  | 0                                  | Va chạm xe container vượt đường ngang                                      |
| SH3              | 5 tháng 11 năm 2020  | D19E-963               | Km 1706+950 đường số 1 ga Dĩ An (P. Dĩ An, TP. Dĩ An, Bình Dương)                                     | 1                  | 0                                  | Gác chắn không được đóng, dẫn đến va chạm với xe container                 |
| SE21             | 15 tháng 3 năm 2021  | D19E-952               | Km 1328+600 (Ga Cây Cầy, Khánh Hòa)                                                                   | 0                  | 0                                  | Va chạm với xe container                                                   |
| HH8              | 15 tháng 5 năm 2021  | D19E-905               | Khu công nghiệp Bảo Minh (xã Liên Minh, huyện Vụ Bản, tỉnh Nam Định)                                  | 0                  | 0                                  | Xe container mất lái đâm vào lan can                                       |
| SE4              | 27 tháng 1 năm 2022  | D19E-946               | Km 46+300 khu gian Đồng Văn - Phủ Lý (Thành phố Phủ Lý, tỉnh Hà Nam)                                  | 2                  | 0                                  | Va chạm với xe tải chở gỗ                                                  |
| SE8              | 16 tháng 3 năm 2022  | D19E-971               | Km 1608+200 khu gian Suối Kiết - Gia Huynh (huyện Tánh Linh, tỉnh Bình Thuận)                         | 0                  | 1                                  | Va chạm xe công nông                                                       |
| SE8              | 23 tháng 3 năm 2022  | D19E-945               | Khu gian Yên Thái - Minh Khôi, tỉnh Thanh Hóa                                                         | 0                  | 0                                  | Va chạm xe tải chở gạch                                                    |
| SE3              | 14 tháng 1 năm 2023  | D19E-908               | Khu gian Giáp Bát - Văn Điển, TP. Hà Nội                                                              | 0                  | 0                                  | Va chạm xe tải đỗ đường ngang                                              |
| SE5              | 28 tháng 1 năm 2023  | D19E-908               | tại Km 28+800 khu gian Chợ Tía - Phú Xuyên (huyện Phú Xuyên, TP. Hà Nội)                              | 0                  | 0                                  | Va chạm với xe đầu kéo chở thép                                            |
| SE7              | 30 tháng 7 năm 2023  | D19E-923               | Khu gian Thanh Luyện - Chu Lễ (Xã Phúc Đồng, Huyện Hương Khê, Hà Tĩnh)                                | 0                  | 0                                  | Va chạm với xe tải chở keo                                                 |
| SE8              | 11 tháng 3 năm 2024  | D19E-921               | tại km 304+600 đường sắt Bắc Nam, khu gian Nghi Long - Quán Hành (huyện Nghi Lộc, tỉnh Nghệ An)       | 0                  | 0                                  | Va chạm với xe tải vượt đường ngang                                        |
| SE10             | 7 tháng 6 năm 2024   | D19E-937               | tại Km1504+900 đường sắt Bắc Nam, khu gian Châu Hanh - Sông Lũy (huyện Bắc Bình, tỉnh Bình Thuận)     | 0                  | 0                                  | Va chạm với xe máy xúc vượt đường ngang                                    |
| HH5              | 30 tháng 8 năm 2024  | D19E-963               | tại Km1531+085 đường sắt Bắc Nam, khu gian Long Thạnh - Ma Lâm (huyện Hàm Thuận Bắc, tỉnh Bình Thuận) | 0                  | 1                                  | Va chạm với xe ô tô vượt đường ngang                                       |
| SE4              | 4 tháng 9 năm 2024   | D19E-949               | Khu gian Thường Tín - Văn Điển (huyện Thường Tín, TP. Hà Nội)                                         | 0                  | 0                                  | Va chạm với xe tải vượt đường ngang                                        |
| SE7              | 12 tháng 6 năm 2025  | D19E-919               | Tại Km1190+500 đường sắt Bắc Nam, khu gian Hòa Đa - Tuy Hòa (TP Tuy Hòa, Phú Yên)                     | 0                  | 2                                  | Va chạm xe máy vượt đường dân sinh                                         |